# Complesso di San Michele in Borgo
Il Complesso di San Michele in Borgo, anche conosciuto come "Mattonaia", è un edificio polifunzionale, attualmente in forte stato di degrado, situato tra via degli Orafi, via San Michele e via Vernagalli a Pisa.

## Storia
Massimo Carmassi inizia ad interessarsi alla ricostruzione dell'area retrostante la chiesa di San Michele in Borgo (anticamente occupata dal chiostro dell'omonimo monastero - colpito da bombardamenti durante l'ultima guerra mondiale e conseguentemente demolito nella superstite porzione del chiostro - ed in seguito ridotta a parcheggio) fin dal 1974, anno in cui segue come correlatore una tesi sul tema presso la facoltà di Architettura di Firenze. Nel 1983 presenta al concorso "Rinascita della città", indetto da Oikos, una soluzione progettuale che viene adottata dall'amministrazione comunale come piano di Recupero: tale soluzione funge da punto di partenza per le successive elaborazioni, ottenute tramite un processo di semplificazione linguistica che tende a conservare il massimo delle valenze superstiti e a recuperare quelle compromesse.
Ben quattro sono le soluzioni di progetto disposte dall'ufficio Progetti di Pisa tra il 1975 ed il 1979; ulteriori elaborazioni conducono ad una versione definitiva, appaltata nel 1985 all'impresa Panchetti, in realtà ancora aperta a modifiche: nuovi elaborati esecutivi riguardanti sia i fronti che la distribuzione degli interni ed i particolari costruttivi, vengono elaborati tra il 1986 ed il 1987 e ulteriormente variati nel giugno del 1988. La dilatazione più che ventennale dell'arco di tempo dell'intervento, durante la quale è variata la ditta esecutrice (Bm di Lucca), è indicativa della grande importanza attribuita al rilievo degli elementi costruttivi e della continua ricerca da parte del progettista e dei suoi collaboratori delle soluzioni di volta in volta più pertinenti.
Nel 1986, a lavori appena iniziati, il cantiere si ferma per la richiesta della sovrintendenza di compiere uno scavo archeologico nell'area e portare alla luce le tracce dell'edificio originariamente prospiciente via degli Orafi: questo evento induce Carmassi a definire la parte esecutiva dell'intervento secondo il perimetro murario delle antiche murature emerse. Sin dalle prime versioni il progetto prevede il completamento delle case torre e un analogo completamento dei ruderi sul lato opposto, mentre la costruzione ex novo di un corpo di fabbrica parallelo a via degli Orafi, al fine di definire una piazzetta in luogo del chiostro preesistente, si viene sempre più precisando nelle fasi intermedie. Nella configurazione finale la discontinuità tra le case torre e il nuovo edificio è sottolineata dal vuoto che segna l'angolo dell'area a sud-est, allusione ed introduzione alla piazza retrostante e a sua volta concepito come spazio collettivo, che si riconnette alla piazza chiostro interna.
Al 2020 non è mai stato concluso il secondo lotto e non è nota la data di ultimazione del terzo lotto (alloggi e commercio) e del quarto lotto (piazza). Lo stabile risulta in forte degrado e chiuso per evitare atti vandalici o occupazioni abusive.

## Descrizione
Il complesso si inserisce nel cuore della città storica, in posizione baricentrica tra borgo Stretto, il teatro Verdi ed il lungarno, e ridefinisce i tre fronti di una corte interna, un tempo chiostro porticato, dominata ad ovest dal romanico fronte absidale (a filaretto di calcare) e dal seicentesco campanile della chiesa di San Michele.
Tale intervento si innesta, a nord e a sud, sulle preesistenze architettoniche delle antiche case torre che vengono restaurate divenendo esse stesse parte integrante del progetto. Sono pertanto riconfigurati i tre nuovi fronti dell'isolato - delimitato a est da via degli Orafi, che viene a riacquistare l'originario assetto di angusto borgo, a sud da via Vernagalli e a nord da via San Michele - e ricomposti i rapporti volumetrici e altimetrici col circostante tessuto, caratterizzato dalla compattezza dei fronti scanditi dalla seriale architettura medievale.
L'intervento di Carmassi si articola in due diverse parti, una di restauro delle preesistenti strutture murarie (ruderi di case torri su via Vernagalli, ruderi di edificio addossato alla canonica su via San Michele) con conseguente riedificazione di alcune porzioni e l'altra di nuova edificazione, sulle preesistenti fondazioni dell'antico isolato, del corpo su via degli Orafi; tutti e tre i corpi si collegano in modo tale da ricostituire i tre lati del preesistente isolato e si organizzano attorno alla ritrovata corte interna.
Nel primo caso il progettista sceglie la via della riproposizione della trama delle case torri conservandone la connotazione tipologica in facciata, inserendo materiali diversi (mattone su calcare) a segnare la sovrapposizione nuovo -preesistenza, ed introducendo elementi nuovi e apertamente dialettici quali le grandi finestre ed aperture sui fronti e gli ampi vani interni, privi dell'antica frammentazione degli spazi.
Su via Vernagalli il fronte è pertanto scandito da 6 paraste a definire 5 tagli verticali, conclusi da architravi o archi a sesto ribassato, all'interno dei quali si distribuiscono su tre livelli, segnati da archi di collegamento in laterizio, le preesistenti aperture o le nuove finestre. L'angolo sud est di tale fronte, sul quale si trova un portale in pietra (unica preesistenza di un'antica casa torre conservata da Carmassi nella sua funzione di sedimento ruderizzato), è caratterizzato all'ultimo piano da lunettoni che, oltre a richiamarsi alle aperture sulla corte del corpo a nord, dichiarano esplicitamente il passaggio tra il linguaggio di mediazione del fronte strada e quello, più autonomo, della corte. Il fronte est di tale corpo, prospiciente uno slargo di uso pubblico collegato visivamente tramite un angusto taglio al cortile interno, è connotato, oltre che dai lunettoni e da due finestre preesistenti, da un forte taglio verticale, servito da una scala esterna, dal quale si eccede alle abitazioni, tutte servite da autonome scale di accesso.
Verso il cortile il fronte si articola in tre diversi corpi (collegati tramite una preesistente struttura voltata al corpo della chiesa e dotati al piano terra di antichi volumi porticati), caratterizzati da aperture di foggia e ritmo diversi (due tagli verticali su due livelli per il primo, una grande apertura su tre piani dalla quale si intravede il volume cilindrico del corpo scala per il secondo, una cortina muraria con un'unica finestra per il terzo).
Il corpo su via San Michele, le cui preesistenze consistono nel muro verso la corte ed in una porzione del primo livello sul fronte nord, è caratterizzato sul lato strada da un nuovo fronte scandito da finestre rettangolari dal ritmo costante e, al piano terra, da una teoria di arcate a sesto ribassato; un taglio verticale su tutti e tre i piani lo separa dal corpo su via degli Orafi ed introduce in un andito, nel quale si affacciano fronti finestrati, da cui si accede tramite una scala a chiocciola ai piani superiori. La facciata verso la corte propone una soluzione di grande forza e raffinatezza al contempo: il terzo livello è caratterizzato da una teoria di 6 archi a tutto sesto, con ghiera in mattoni arretrati, impostati direttamente sul muro sottostante, separato dalla nuova muratura tramite una semplice cornice in mattoni.
All'estremità orientale del muro un articolato taglio su due livelli, bipartito da un pilastro cilindrico, funge da scansione d'angolo con il corpo attiguo.
Questo, progettato ex novo sulla traccia delle preesistenti fondazioni, si presenta come un volume estremamente compatto caratterizzato, sui fronti maggiori, da 2 ampie aperture verticali, sviluppate sui tre livelli e concluse da un arco ribassato, fungenti da passaggio di collegamento tra esterno interno e da cannocchiale visivo verso la corte: le finestre, su due livelli, sono anch'esse concepite come tagli verticali di limpida geometria. La compatta cortina muraria in laterizio è pertanto scandita, oltre che da tali aperture, da altri vuoti (un portale archivoltato ed una luce circolare verso la corte, un portale archivoltato ed un lunettone verso il borgo) che si configurano come calibrati segni geometrici. I fronti minori sono ambedue caratterizzati da un'ampia apertura verticale, come quelle sui lati maggiori sviluppata su tre livelli e conclusa da un arco a sesto ribassato, dalla quale si accede agli spazi di distribuzione. Il piano terra di tale corpo si caratterizza per la possibilità, grazie a aperture interne e pareti vetrate, di traguardare trasversalmente l'intero edificio da sud verso nord, e diviene pertanto completamente permeabile sia alla vista che alla percorrenza, luogo di intersezione tra spazio pubblico e privato.
I tre nuclei sono uniformati, oltre che dal medesimo lessico compositivo dominato dall'esigenza di rigore e semplicità, dall'uso incondizionato del mattone a faccia vista, il cui disegno è stato definito con grande cura, e dalla destinazione d'uso degli spazi: ai piani terra attività commerciali o direzionali, a quelli superiori abitazioni (nello specifico residenze convenzionate).
Diversa invece l'articolazione delle coperture, utilizzata dal progettista per differenziare il riuso dalla nuova progettazione: nel primo caso (ex casa torre) si tratta infatti di tetti a due falde con struttura a travi e travicelli in legno e con sottogronda aggettante dalla muratura: nel secondo invece i tetti, sempre a due falde ma con struttura in cemento armato, sono racchiusi nella massa compatta della muratura dalla quale lievemente aggetta una cornice in mattoni.

## Fortuna critica
L'intervento di San Michele in Borgo è concordemente ritenuto dalla critica l'opera più impegnativa che ha impegnato Carmassi negli ultimi tempi, occasione unica per mettere a frutto quanto egli è venuto accumulando nel corso del lungo e contrastato rapporto con la sua città proponendo in particolare un intenso dialogo con la storia (Dal Co, 1992): qui, come osserva Marco Mulazzani (1992), conservazione e riuso non sembrano più essere termini fra loro antitetici e la storia risulta uno stimolo alla ricerca progettuale, per una nuova e più ricca esperienza della città. Tale stimolo è ben rintracciabile nel nuovo edificio su via degli Orafi, ideato e realizzato come se si trattasse del riuso di una struttura preesistente. Oltre al valore urbano dell'intervento - portatore secondo Acocella (1992) di un'architettura contestualizzata che nelle discontinuità del "tessuto dei ruderi" trova occasioni di rammagliatura e di innesto volumetrico - viene giustamente sottolineata la qualità della sperimentazione architettonica e tipologica, la ripresa di tese superfici in mattoni, la riduzione degli elementi costruttivi, il gusto per l'ordine ben segnato delle differenze, ovvero il paziente lavoro con poche cose, la cui povertà e semplicità sono riscattate dall'ordine che l'architetto riesce loro ad imporre (Dal Co, 1992).
Una nota negativa è rilevabile da parte di Massimo Dringoli dove critica il progetto che privilegia la parte stilistica a discapito dell'effettive esigenze dei futuri utenti del complesso.